# Барателі Георгій Тамазович
Гео́ргій Тама́зович Барате́лі (24 грудня 1991 — 8 серпня 2014) — солдат 93-ї окремої механізованої бригади Збройних сил України, учасник російсько-української війни.
Загинув 8 серпня 2015 року під час мінометного обстрілу в районі с. Водяне, Ясинуватський район, Донецька область, біля шахти «Бутівка».

## Нагороди
- Указом Президента України № 9/2016 від 16 січня 2016 року, "за особисту мужність і високий професіоналізм, виявлені у захисті державного суверенітету та територіальної цілісності України, вірність військовій присязі", нагороджений орденом «За мужність» III ступеня (посмертно)[1].